# Gottfrid Björklund
Carl Gottfrid Björklund, född 1 januari 1876 i Tryserums församling, Småland, död 15 mars 1955 i Stockholm, var en svensk fackföreningsman, politiker och borgarråd.
Björklund var ledamot av landssekretariatet 1912–1917, medarbetare i Social-Demokraten 1915–1928 och ledamot av socialdemokratiska partistyrelsen för Stockholms arbetarekommun 1914–1920. Han var ledamot av Stockholms stadsfullmäktige 1918–1941, av Stockholms stadskollegium 1920–1940, ordförande i styrelsen för AB Stockholms Spårvägar 1920–1928, ledamot av statens förortsbanekommitté 1919–1923, av sociala rådet 1913–1921, och industriborgarråd i Stockholms stad från den 18 december 1928 till den 30 september 1940. Han var ledamot av 1930 års trafikkommitté.
Björklund var son till skepparen Adolf Björklund och ingick 1912 äktenskap med Maja Skoglund (1883–1939). Makarna är gravsatta på Norra begravningsplatsen i Stockholm.